# Бабей
Бабе́й — річка в Молдові та Україні, в межах Саратського району Одеської області. Ліва притока Сарати (басейн Чорного моря). 

## Опис
Довжина 31 км (в межах України — 7 км), площа водозбірного басейну 220 км². Похил річки 3,9 м/км. Долина має рівнинний характер, завширшки до 2 км. Річище пересічно завширшки 2 м. Влітку й восени пересихає. Ерозійні процеси.

## Розташування
Бабей бере початок на північ від села Фештеліца (Молдова). Тече в межах Причорноморської низовини спершу на південний схід, далі — на південь. Впадає до Сарати на південь від села Фараонівки.